# 이천양정여자고등학교
이천양정여자고등학교(利川養貞女子高等學校)는 대한민국 경기도 이천시 관고동에 있는 사립 고등학교이다.

## 학교 연혁
- 1943년 7월 2일 : 욱학원(일제강점기 극빈 아동을 대상으로 한 초등교육과정) 설립 (김동옥 목사)
- 1946년 10월 15일 : 이천양정여자초급중학교 설립(초대 교장 김동옥 목사)
- 1949년 7월 12일 : 제1회 졸업식 (36명)
- 1951년 10월 15일 : 이천양정여자고등학교 개교
- 1952년 12월 26일 : 이천양정여자고등학교 3학급 인가
- 1969년 11월 22일 : 이천양정여자종합고등학교 교명 변경, 12학급 인가
- 1983년 10월 25일 : 정암관(체육관) 준공 (연건평 877.41평)
- 1997년 11월 28일 : 지학관(기숙사) 준공 (연건평 344.23평)
- 2001년 3월 1일 : 이천양정여자고등학교 교명 변경 (보통과 27학급, 상업과 18학급)
- 2003년 9월 1일 : 인문계 고등학교로 학과 개편
- 2010년 10월 5일 : 신관 급식소 준공 (연건평 414.96평방미터)
- 2011년 8월 10일 : 기숙사 리모델링 준공 (연면적 2,3,4층 1,145.14평방미터)
- 2014년 2월 3일 : 김성희 이사장 취임
- 2015년 5월 31일 : 식당 현대화 사업 및 증축 (연면적 1,2,3층 1,663.80평방미터)
- 2019년 11월 15일 : 미래교육관 준공
- 2022년 3월 1일 : 여재암 교장 취임(제11대)
- 2023년 1월 4일 : 제71회 졸업식(졸업생 누적인원 22,705명)

## 참고 자료
- 이천양정여자고등학교 - 한국교육학술정보원 학교알리미